# International Movement Writing Alphabet
Das International Movement Writing Alphabet (IMWA) ist eine Reihe von Symbolen, die zur Beschreibung und Aufzeichnung von Bewegungen verwendet werden können. Seine Schöpferin, Valerie Sutton, erfand auch MovementWriting, ein Schriftsystem, dass das IMWA komplett verwendet. Es hat wiederum mehrere Anwendungsbereiche, auf die es spezialisiert ist:
- DanceWriting, eine Form der Tanznotation.[3]
- SignWriting, für Gebärdensprachen, ist bislang am weitesten entwickelt.[4]
- MimeWriting, für klassische Mimik.[5]
- SportsWriting, für die Kinesiologie des Eislaufens und der Gymnastik.[6]
- ScienceWriting, für die physikalische Therapie, Körpersprache, Tierbewegungen und andere Bewegungsformen.[7]

## Identifikationsnummern
Das IMWA hat mehr als 27.000 Elemente, die durch eindeutige Identifikationsnummern dargestellt werden. Jede Identifikationsnummer gibt sechs Attribute an – Kategorie, Gruppe, Symbol, Variation, Füllung, Rotation – als durch Bindestrich getrennte Werte. Das Symbol wird mit einem dreistelligen Wert (Nummer) angegeben, während alle anderen Attribute einen zweistelligen Wert verwenden (z. B. 01-01-001-01-01-01 für Zeigehand parallel zur Wand mit Handfläche nach innen).
Es gibt acht Kategorien: Hand, Bewegung, Gesicht, Kopf, Oberkörper, ganzer Körper, Raum und Zeichensetzung.
Es gibt 40 Gruppen. Das Tastaturdesign und die Symbolpalette basieren auf den 40 Gruppen.

## Geschichte

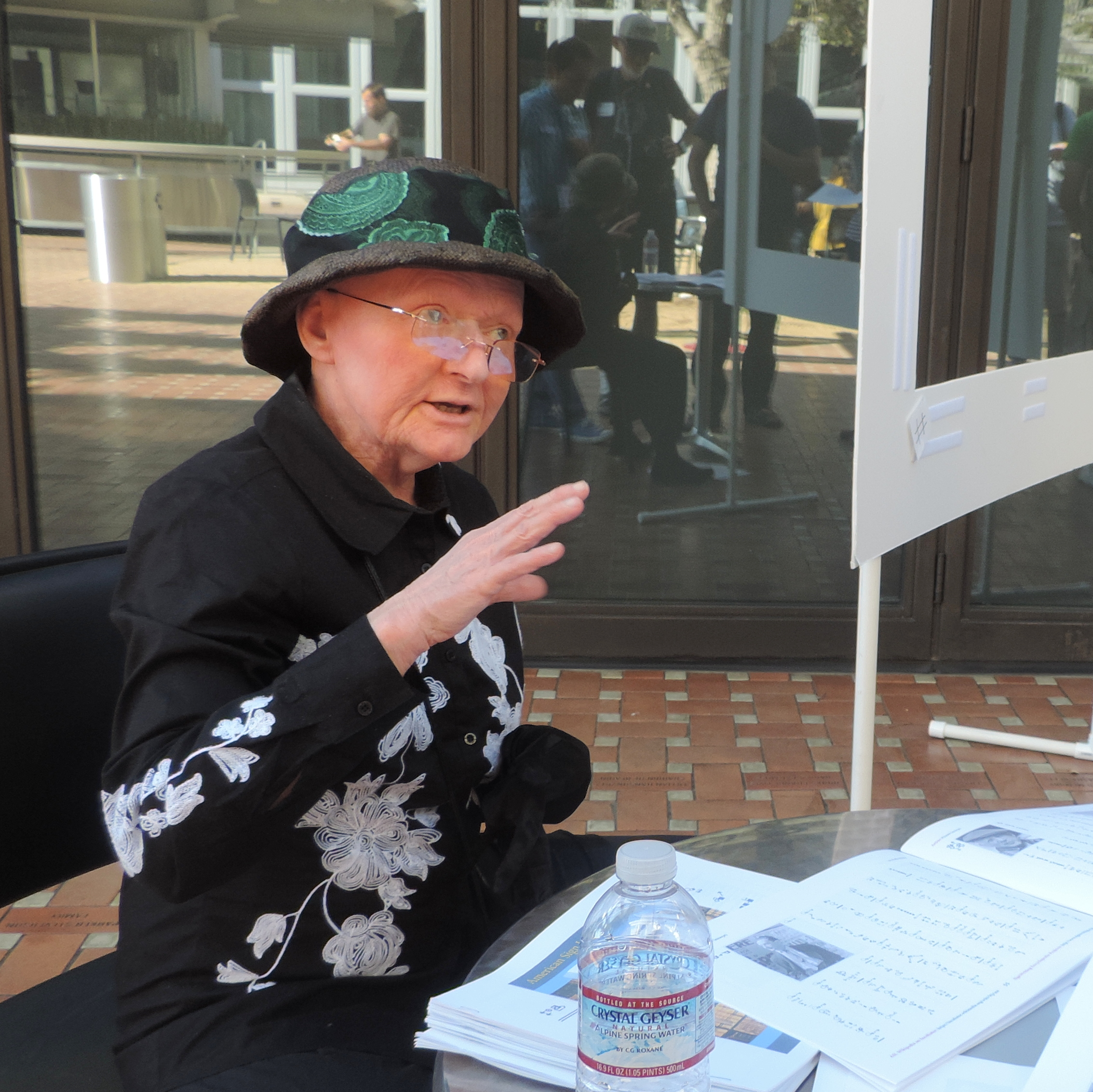
Valerie Sutton

Das IMWA wurde ursprünglich zur Beschreibung der Gebärdensprache entwickelt und wurde daher von seiner Erfinderin Valerie Sutton Sutton's Sign Symbol Sequence (SSS) genannt. Der ursprüngliche Symbolsatz, SSS-95, war aufgrund von Speicherbeschränkungen in Personalcomputern seinerzeit in seiner Größe begrenzt. Der Symbolsatz SSS-99 erweiterte die Anzahl der Symbole und der Satz SSS-2002 war der erste, der das aktuelle Identifikationsnummerierungssystem verwendete. Die endgültige Version, SSS-2004, wurde in International Movement Writing Alphabet (SSS-IMWA) umbenannt, um seine Nützlichkeit für Anwendungen außerhalb der Gebärdensprache widerzuspiegeln.